# Giải vô địch bóng đá trẻ thế giới 1989
Giải vô địch bóng đá trẻ thế giới 1989 tổ chức tại Ả Rập Xê Út từ ngày 16 tháng 2 đến ngày 3 tháng 3 năm 1989, là giải đấu lần thứ 7 được tổ chức. Các trận đấu diễn ra tại 4 thành phố: Riyadh, Jeddah, Dammam và Ta'if.

## Vòng loại
| Liên đoàn                         | Giải đấu loại                           | Các đội tuyển vượt qua vòng loại                                   |
| --------------------------------- | --------------------------------------- | ------------------------------------------------------------------ |
| AFC (châu Á)                      | Chủ nhà                                 | Ả Rập Xê Út                                                        |
| AFC (châu Á)                      | Giải vô địch bóng đá trẻ châu Á 1988    | Iraq · Syria1                                                      |
| CAF (châu Phi)                    | Giải vô địch bóng đá trẻ châu Phi 1989  | Mali1 · Nigeria                                                    |
| CONCACAF (Bắc, Trung Mỹ & Caribe) | Giải vô địch bóng đá U-20 CONCACAF 1988 | Costa Rica1 · Hoa Kỳ2                                              |
| CONMEBOL (Nam Mỹ)                 | Giải vô địch bóng đá U-20 Nam Mỹ 1988   | Argentina · Brasil · Colombia                                      |
| UEFA (châu Âu)                    | Giải vô địch bóng đá U-18 châu Âu 1988  | Tiệp Khắc · Đông Đức · Na Uy1 · Bồ Đào Nha · Liên Xô · Tây Ban Nha |

1.^ Các đội tuyển lần đầu tiên tham dự.
2.^ Thay thế  México, đội đã bị loại khỏi giải đấu do vụ bê bối Cachirules.

## Trọng tài
| Châu Phi - Badara Sene - Idrissa Sarr - Neji Jouini Châu Á - Abdul Al Nasri - Chen Shengcai - Ahmed Mohammed Jassim Châu Âu - Hubert Forstinger - Tullio Lanese - Neil Midgley - Egil Nervik - Aron Schmidhuber - Alan Snoddy - Alexey Spirin - Marcel van Langenhove | Bắc, Trung Mỹ và Caribe - Arturo Angeles - Arturo Brizio Carter - José Carlos Ortíz Nam Mỹ - Juan Antonio Bava - Elias Jácome - José Roberto Wright - José Torres Cadena |

## Đội hình
Danh sách đội hình, xem Danh sách cầu thủ tham dự giải vô địch bóng đá trẻ thế giới 1989

## Vòng bảng
16 đội được chia thành 4 bảng, mỗi bảng 4 đội. 4 đội nhất bảng và 4 đội nhì bảng sẽ giành quyền vào vòng đấu loại trực tiếp.

### Bảng A
| VT | Đội             | ST | T | H | B | BT | BB | HS | Đ | Giành quyền tham dự     |
| -- | --------------- | -- | - | - | - | -- | -- | -- | - | ----------------------- |
| 1  | Bồ Đào Nha      | 3  | 2 | 0 | 1 | 2  | 3  | −1 | 4 | Vòng đấu loại trực tiếp |
| 2  | Nigeria         | 3  | 1 | 1 | 1 | 3  | 3  | 0  | 3 | Vòng đấu loại trực tiếp |
| 3  | Tiệp Khắc       | 3  | 1 | 1 | 1 | 2  | 2  | 0  | 3 |                         |
| 4  | Ả Rập Xê Út (H) | 3  | 1 | 0 | 2 | 4  | 3  | +1 | 2 |                         |

| Ả Rập Xê Út    | 1–2        | Nigeria                   |
| -------------- | ---------- | ------------------------- |
| Al Suraiti 16' | (Chi tiết) | Adepoju 52' · Ohenhen 87' |

| Tiệp Khắc | 0–1        | Bồ Đào Nha |
| --------- | ---------- | ---------- |
|           | (Chi tiết) | Alves 88'  |

| Ả Rập Xê Út | 0–1        | Tiệp Khắc |
| ----------- | ---------- | --------- |
|             | (Chi tiết) | Látal 52' |

| Nigeria | 0–1        | Bồ Đào Nha     |
| ------- | ---------- | -------------- |
|         | (Chi tiết) | João Pinto 79' |

| Ả Rập Xê Út                                     | 3–0        | Bồ Đào Nha |
| ----------------------------------------------- | ---------- | ---------- |
| Al Harbi 52' · Al Rowaihi 56' · Al Debaikhi 83' | (Chi tiết) |            |

| Nigeria   | 1–1        | Tiệp Khắc |
| --------- | ---------- | --------- |
| Nwosu 72' | (Chi tiết) | Látal 14' |

### Bảng B
| VT | Đội        | ST | T | H | B | BT | BB | HS | Đ | Giành quyền tham dự     |
| -- | ---------- | -- | - | - | - | -- | -- | -- | - | ----------------------- |
| 1  | Liên Xô    | 3  | 3 | 0 | 0 | 7  | 2  | +5 | 6 | Vòng đấu loại trực tiếp |
| 2  | Colombia   | 3  | 1 | 0 | 2 | 3  | 4  | −1 | 2 | Vòng đấu loại trực tiếp |
| 3  | Syria      | 3  | 1 | 0 | 2 | 4  | 6  | −2 | 2 |                         |
| 4  | Costa Rica | 3  | 1 | 0 | 2 | 2  | 4  | −2 | 2 |                         |

| Costa Rica   | 1–0        | Colombia |
| ------------ | ---------- | -------- |
| González 88' | (Chi tiết) |          |

| Liên Xô                       | 3–1        | Syria     |
| ----------------------------- | ---------- | --------- |
| Tedeev 29' · Salenko 49', 83' | (Chi tiết) | Sibai 65' |

| Costa Rica | 0–1        | Liên Xô     |
| ---------- | ---------- | ----------- |
|            | (Chi tiết) | Matveev 84' |

| Colombia               | 2–0        | Syria |
| ---------------------- | ---------- | ----- |
| Muñoz 42' · Osorio 85' | (Chi tiết) |       |

| Costa Rica | 1–3        | Syria                      |
| ---------- | ---------- | -------------------------- |
| Brenes 80' | (Chi tiết) | Helou 16', 45' · Afash 30' |

| Colombia | 1–3        | Liên Xô                           |
| -------- | ---------- | --------------------------------- |
| Muñoz 5' | (Chi tiết) | Timoshenko 25' · Salenko 29', 32' |

### Bảng C
| VT | Đội      | ST | T | H | B | BT | BB | HS | Đ | Giành quyền tham dự     |
| -- | -------- | -- | - | - | - | -- | -- | -- | - | ----------------------- |
| 1  | Brasil   | 3  | 3 | 0 | 0 | 10 | 1  | +9 | 6 | Vòng đấu loại trực tiếp |
| 2  | Hoa Kỳ   | 3  | 1 | 1 | 1 | 4  | 4  | 0  | 3 | Vòng đấu loại trực tiếp |
| 3  | Đông Đức | 3  | 1 | 0 | 2 | 3  | 4  | −1 | 2 |                         |
| 4  | Mali     | 3  | 0 | 1 | 2 | 1  | 9  | −8 | 1 |                         |

| Brasil                            | 2–0        | Đông Đức |
| --------------------------------- | ---------- | -------- |
| Marcelo Henrique 35' · França 68' | (Chi tiết) |          |

| Mali      | 1–1        | Hoa Kỳ   |
| --------- | ---------- | -------- |
| Nfaly 42' | (Chi tiết) | Snow 11' |

| Brasil                                                   | 5–0        | Mali |
| -------------------------------------------------------- | ---------- | ---- |
| Cássio 50' · Bismarck 53', 83' · Sonny Anderson 66', 80' | (Chi tiết) |      |

| Đông Đức | 0–2        | Hoa Kỳ                       |
| -------- | ---------- | ---------------------------- |
|          | (Chi tiết) | Dayak 47' · Snow 87' (ph.đ.) |

| Brasil                                                   | 3–1        | Hoa Kỳ    |
| -------------------------------------------------------- | ---------- | --------- |
| Bismarck 39' · Marcelo Henrique 44' · Sonny Anderson 55' | (Chi tiết) | Dayak 10' |

| Đông Đức                             | 3–0        | Mali |
| ------------------------------------ | ---------- | ---- |
| Prausse 28' · Fuchs 46' · Jahnig 55' | (Chi tiết) |      |

### Bảng D
| VT | Đội         | ST | T | H | B | BT | BB | HS | Đ | Giành quyền tham dự     |
| -- | ----------- | -- | - | - | - | -- | -- | -- | - | ----------------------- |
| 1  | Iraq        | 3  | 3 | 0 | 0 | 4  | 0  | +4 | 6 | Vòng đấu loại trực tiếp |
| 2  | Argentina   | 3  | 1 | 0 | 2 | 3  | 3  | 0  | 2 | Vòng đấu loại trực tiếp |
| 3  | Na Uy       | 3  | 1 | 0 | 2 | 4  | 5  | −1 | 2 |                         |
| 4  | Tây Ban Nha | 3  | 1 | 0 | 2 | 4  | 7  | −3 | 2 |                         |

| Na Uy | 0–1        | Iraq       |
| ----- | ---------- | ---------- |
|       | (Chi tiết) | Saddam 66' |

| Argentina   | 1–2        | Tây Ban Nha                        |
| ----------- | ---------- | ---------------------------------- |
| Simeone 12' | (Chi tiết) | Moisés 26' · Villabona 58' (ph.đ.) |

| Na Uy | 0–2        | Argentina                |
| ----- | ---------- | ------------------------ |
|       | (Chi tiết) | Biazotti 5' · Ubaldi 89' |

| Iraq                     | 2–0        | Tây Ban Nha |
| ------------------------ | ---------- | ----------- |
| Kareem 41' · Hussein 51' | (Chi tiết) |             |

| Na Uy                                                          | 4–2        | Tây Ban Nha      |
| -------------------------------------------------------------- | ---------- | ---------------- |
| Drillestad 43' · Johansen 47' · Bohinen 58' · Mellemstrand 90' | (Chi tiết) | Pinilla 46', 49' |

| Iraq                   | 1–0        | Argentina |
| ---------------------- | ---------- | --------- |
| Shenaishil 67' (ph.đ.) | (Chi tiết) |           |

## Vòng đấu loại trực tiếp
|  | Tứ kết              | Tứ kết              |                     |       | Bán kết       | Bán kết       |  |  | Chung kết | Chung kết |
|  |                     |                     |                     |       |               |               |  |  |           |           |
|  | 25 tháng 2 - Riyadh |                     |                     |       |               |               |  |  |           |           |
|  |                     |                     |                     |       |               |               |  |  |           |           |
|  | Bồ Đào Nha          | 1                   |                     |       |               |               |  |  |           |           |
|  | Bồ Đào Nha          | 1                   | 28 tháng 2 - Riyadh |       |               |               |  |  |           |           |
|  | Colombia            | 0                   |                     |       |               |               |  |  |           |           |
|  | Colombia            | 0                   | Bồ Đào Nha          | 1     |               |               |  |  |           |           |
|  | 25 tháng 2 - Jeddah |                     | Bồ Đào Nha          | 1     |               |               |  |  |           |           |
|  |                     | Brasil              | 0                   |       |               |               |  |  |           |           |
|  | Brasil              | Brasil              | 0                   | 1     |               |               |  |  |           |           |
|  | Brasil              |                     | 3 tháng 3 - Riyadh  | 1     |               |               |  |  |           |           |
|  | Argentina           | 0                   |                     |       |               |               |  |  |           |           |
|  | Argentina           | 0                   | Bồ Đào Nha          | 2     |               |               |  |  |           |           |
|  | 25 tháng 2 - Dammam |                     | Bồ Đào Nha          | 2     |               |               |  |  |           |           |
|  |                     | Nigeria             | 0                   |       |               |               |  |  |           |           |
|  | Liên Xô             | Nigeria             | 0                   | 4 (3) |               |               |  |  |           |           |
|  | Liên Xô             | 28 tháng 2 - Jeddah |                     | 4 (3) |               |               |  |  |           |           |
|  | Nigeria (pen.)      | 4 (5)               |                     |       |               |               |  |  |           |           |
|  | Nigeria (pen.)      | 4 (5)               | Nigeria (aet)       | 2     |               |               |  |  |           |           |
|  | 25 tháng 2 - Taif   |                     | Nigeria (aet)       | 2     |               |               |  |  |           |           |
|  |                     | Hoa Kỳ              | 1                   |       | Tranh hạng ba | Tranh hạng ba |  |  |           |           |
|  | Iraq                | Hoa Kỳ              | 1                   | 1     | Tranh hạng ba | Tranh hạng ba |  |  |           |           |
|  | Iraq                |                     | 3 tháng 3 - Riyadh  | 1     |               |               |  |  |           |           |
|  | Hoa Kỳ              | 2                   |                     |       |               |               |  |  |           |           |
|  | Hoa Kỳ              | 2                   | Brasil              | 2     |               |               |  |  |           |           |
|  |                     |                     |                     |       |               |               |  |  |           |           |
|  | Hoa Kỳ              | 0                   |                     |       |               |               |  |  |           |           |
|  | Hoa Kỳ              | 0                   |                     |       |               |               |  |  |           |           |

### Tứ kết
| Bồ Đào Nha      | 1–0        | Colombia |
| --------------- | ---------- | -------- |
| Jorge Couto 40' | (Chi tiết) |          |

| Liên Xô                                      | 4–4 (s.h.p.) | Nigeria                                       |
| -------------------------------------------- | ------------ | --------------------------------------------- |
| Kiriakov 30', 58' · Tedeev 45' · Salenko 46' | (Chi tiết)   | Ohenhen 61', 75' · Elijah 83' · Ugbade 84'    |
| Loạt sút luân lưu                            |              |                                               |
| Salenko · Bezhenar · Qosimov · Benko         | 3–5          | Ohen · Ogaba · Onyemachara · Adepoju · Elijah |

| Brasil               | 1–0        | Argentina |
| -------------------- | ---------- | --------- |
| Marcelo Henrique 15' | (Chi tiết) |           |

| Iraq       | 1–2        | Hoa Kỳ                    |
| ---------- | ---------- | ------------------------- |
| Kareem 35' | (Chi tiết) | Henderson 17' · Brose 56' |

### Bán kết
| Bồ Đào Nha | 1–0        | Brasil |
| ---------- | ---------- | ------ |
| Amaral 68' | (Chi tiết) |        |

| Nigeria          | 2–1 (s.h.p.) | Hoa Kỳ           |
| ---------------- | ------------ | ---------------- |
| Adepoju 47', 93' | (Chi tiết)   | Snow 52' (ph.đ.) |

### Tranh hạng ba
| Brasil                    | 2–0        | Hoa Kỳ |
| ------------------------- | ---------- | ------ |
| Franca 65' · Leonardo 69' | (Chi tiết) |        |

### Chung kết
| Bồ Đào Nha                       | 2–0        | Nigeria |
| -------------------------------- | ---------- | ------- |
| Abel Silva 44' · Jorge Couto 76' | (Chi tiết) |         |

## Vô địch
| Giải vô địch bóng đá trẻ thế giới 1989 |
| -------------------------------------- |
| · Bồ Đào Nha · Lần thứ 1               |

## Giải thưởng
| Chiếc giày vàng | Quả bóng vàng | Giải phong cách FIFA |
| --------------- | ------------- | -------------------- |
| Oleg Salenko    | Bismarck      | Hoa Kỳ               |

## Cầu thủ ghi bàn
Oleg Salenko của Liên Xô đã giành giải thưởng Chiếc giày vàng vì đã ghi được 5 bàn thắng. Tổng cộng có 81 bàn thắng được ghi bởi 55 cầu thủ khác nhau, không có bàn nào được tính là phản lưới nhà.
5 bàn
- Oleg Salenko

3 bàn
- Bismarck
- Marcelo Henrique
- Sonny Anderson
- Christopher Ohenhen
- Mutiu Adepoju
- Steve Snow

2 bàn
- Ricardo França
- Wilson Muñoz
- Radoslav Látal
- Wali Kareem
- Jorge Couto
- Bakhva Tedeev
- Sergei Kiriakov
- Antonio Pinilla
- Abdul Latif Helou
- Troy Dayak

1 bàn
- Diego Simeone
- Humberto Biazotti
- Martín Ubaldi
- Cássio
- Leonardo Araújo
- Diego Osorio
- Danilo Brenes
- Rónald González Brenes
- Henri Fuchs
- Stephan Prausse
- Uwe Jahnig
- Laith Hussein
- Naeem Saddam
- Radhi Shenaishil
- Christopher Nwosu
- Nduka Ugbade
- Samuel Elijah
- Bjørn Johansen
- Lars Bohinen
- Oystein Drillestad
- Oyvind Mellemstrand
- Kante Nfaly
- Abel Silva
- João Pinto
- Jorge Amaral
- Paulo Alves
- Hamad Al Debaikhi
- Khaled Al Harbi
- Khalid Al Rowaihi
- Saadoun Al Suraiti
- Andrei Timoshenko
- Oleg Matveev
- David Villabona
- Moisés García León
- Mohammad Afash
- Yasser Sibai
- Chris Henderson
- Dario Brose

## Bảng xếp hạng giải đấu
| VT | Đội             | ST | T | H | B | BT | BB | HS  | Đ  | Chung cuộc          |
| -- | --------------- | -- | - | - | - | -- | -- | --- | -- | ------------------- |
| 1  | Bồ Đào Nha      | 6  | 5 | 0 | 1 | 6  | 3  | +3  | 10 | Vô địch             |
| 2  | Nigeria         | 6  | 2 | 2 | 2 | 9  | 10 | −1  | 6  | Á quân              |
| 3  | Brasil          | 6  | 5 | 0 | 1 | 13 | 2  | +11 | 10 | Hạng ba             |
| 4  | Hoa Kỳ          | 6  | 2 | 1 | 3 | 7  | 9  | −2  | 5  | Hạng tư             |
|    |                 |    |   |   |   |    |    |     |    |                     |
| 5  | Liên Xô         | 4  | 3 | 1 | 0 | 11 | 6  | +5  | 7  | Bị loại ở Tứ kết    |
| 6  | Iraq            | 4  | 3 | 0 | 1 | 5  | 2  | +3  | 6  | Bị loại ở Tứ kết    |
| 7  | Argentina       | 4  | 1 | 0 | 3 | 3  | 4  | −1  | 2  | Bị loại ở Tứ kết    |
| 8  | Colombia        | 4  | 1 | 0 | 3 | 3  | 5  | −2  | 2  | Bị loại ở Tứ kết    |
|    |                 |    |   |   |   |    |    |     |    |                     |
| 9  | Tiệp Khắc       | 3  | 1 | 1 | 1 | 2  | 2  | 0   | 3  | Bị loại ở Vòng bảng |
| 10 | Ả Rập Xê Út (H) | 3  | 1 | 0 | 2 | 4  | 3  | +1  | 2  | Bị loại ở Vòng bảng |
| 11 | Na Uy           | 3  | 1 | 0 | 2 | 4  | 5  | −1  | 2  | Bị loại ở Vòng bảng |
| 12 | Đông Đức        | 3  | 1 | 0 | 2 | 3  | 4  | −1  | 2  | Bị loại ở Vòng bảng |
| 13 | Syria           | 3  | 1 | 0 | 2 | 4  | 6  | −2  | 2  | Bị loại ở Vòng bảng |
| 14 | Costa Rica      | 3  | 1 | 0 | 2 | 2  | 4  | −2  | 2  | Bị loại ở Vòng bảng |
| 15 | Tây Ban Nha     | 3  | 1 | 0 | 2 | 4  | 7  | −3  | 2  | Bị loại ở Vòng bảng |
| 16 | Mali            | 3  | 0 | 1 | 2 | 1  | 9  | −8  | 1  | Bị loại ở Vòng bảng |